# Lomné (Stropkov)
Lomné es un municipio del distrito de Stropkov en la región de Prešov, Eslovaquia, con una población estimada a final del año 2024 de 233 habitantes.
Se encuentra ubicado al noreste de la región, cerca del río Ondava (cuenca hidrográfica del río Tisza) y de la frontera con  Polonia.

## Demografía
| Año        | 1994 | 2004     | 2014    | 2024    |
| ---------- | ---- | -------- | ------- | ------- |
| Población  | 318  | 277      | 253     | 233     |
| Diferencia |      | −12,89 % | −8,66 % | −7,90 % |

| Año        | 2023 | 2024    |
| ---------- | ---- | ------- |
| Población  | 224  | 233     |
| Diferencia |      | +4,01 % |